# Roche verte

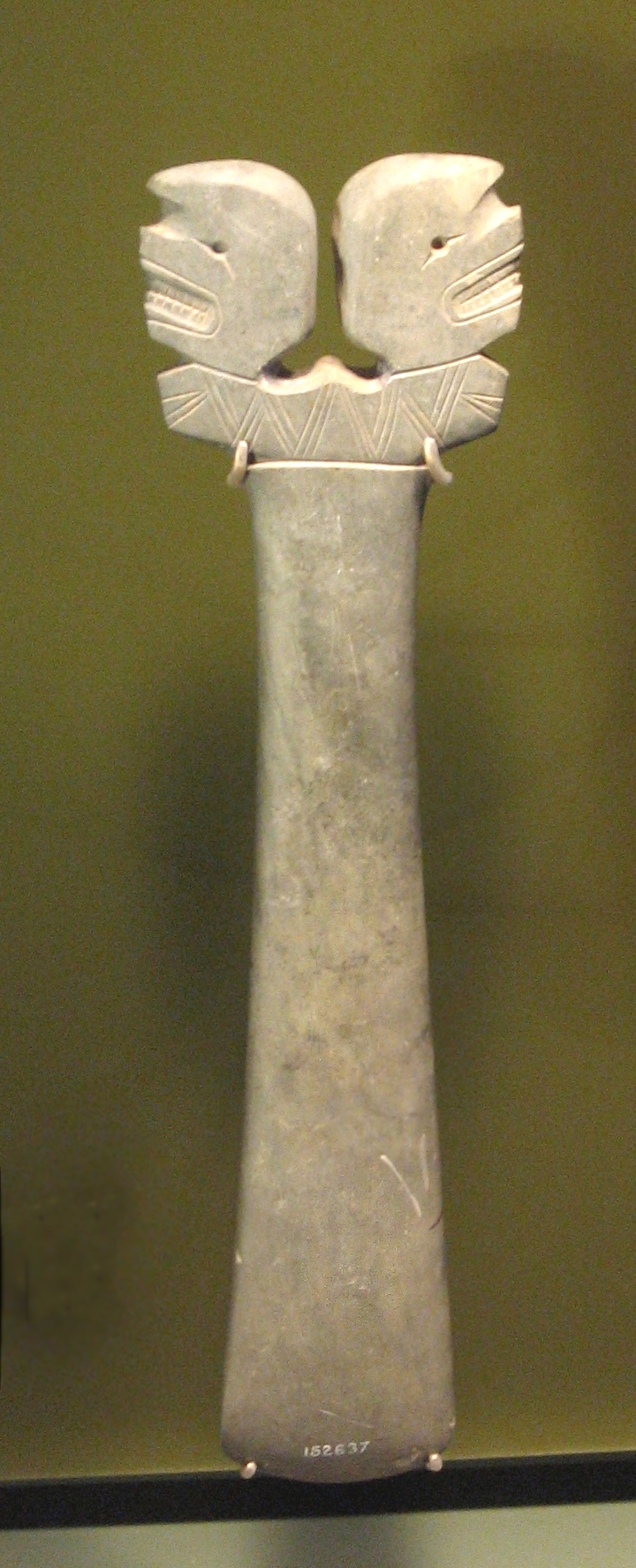
Bâton en roche verte datant du XVIe siècle et appartenant à la culture Tayronas.

Roche verte (greenstone) est un terme générique pour désigner des minéraux et roches ignées métamorphiques de teintes vertes tels le schiste vert, la chlorastrolite (en), les serpentines, l'omphacite, la chrysoprase, l'olivine, la néphrite, le jade et la jadéite (bien que ces derniers soient mieux connus sous ces noms),,. Ces roches, jugées de valeur, ont été utilisées comme matériel pour la sculpture d'objets en pierre tels des bijoux, statuettes, outils rituels et autres artefacts propres aux cultures anciennes. 
La teinte verte de ces roches provient généralement de la présence de minéraux tels les chlorites, la hornblende et l'épidote. Dans le passé, elles auraient été sélectionnées principalement pour leur couleur plutôt que leur composition. Cela expliquerait qu'en archéologie, ce terme générique ait été utilisé, les anciennes cultures ayant considéré que les roches de cette « famille » étaient interchangeables.
Les objets fabriqués en roche verte sont régulièrement retrouvés à de grandes distances de la source du matériau, ce qui indique qu'ils étaient l'objet d'échanges ou de commerce. Ainsi, une tête de hache composée de jadéite et datant de 4 000 à 2 000 ans av. J.-C. a été retrouvée à Canterbury (Angleterre) alors qu'elle est composée de roche provenant des Alpes du Nord de l'Italie. 
L'utilisation de roche verte, et plus particulièrement de jade, était particulièrement répandue dans la Chine ancienne et en Mésoamérique. On la retrouve également dans les cultures indigènes du Sud-Est de l'Australie ainsi que chez les Maori (Nouvelle-Zélande), où l'on utilisait surtout la pounamu.  On trouve également des objets en roche verte dans l'Europe néolithique, particulièrement pour des haches d'apparat. D'autres armes d'apparat en jade sont connues chez les Olmèques et d'autres civilisations précolombiennes. 

## Outils et armes en roche verte

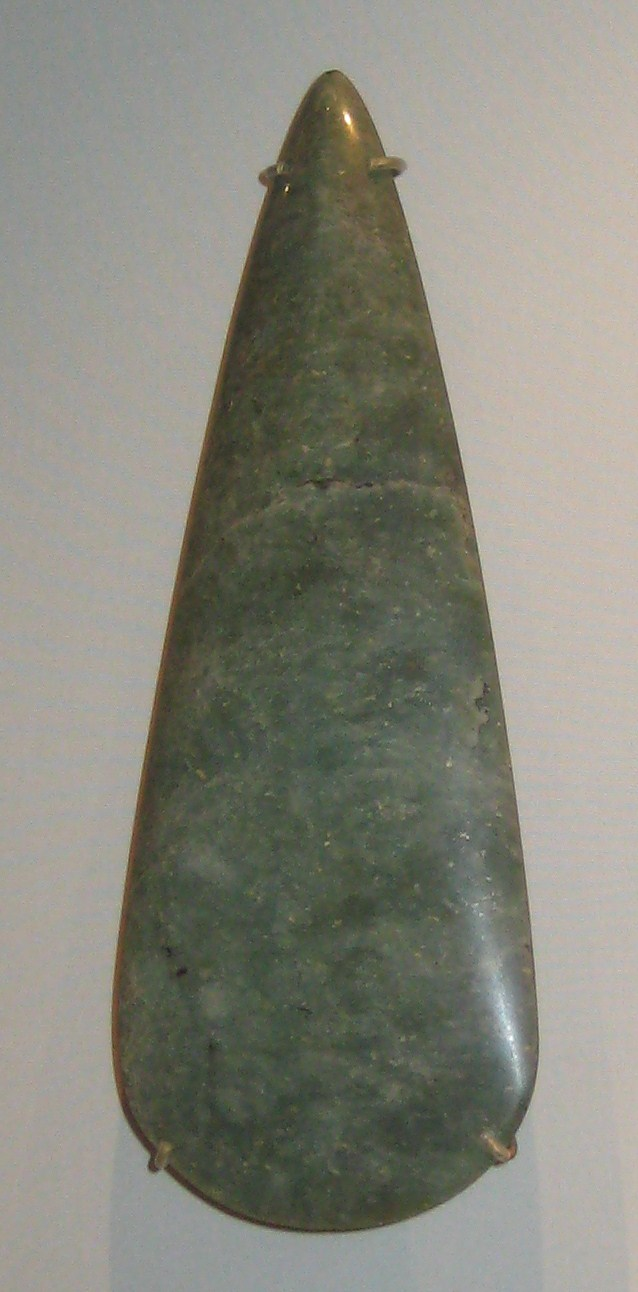
Hache néolithique trouvée en Angleterre, jadéite des Alpes italiennes
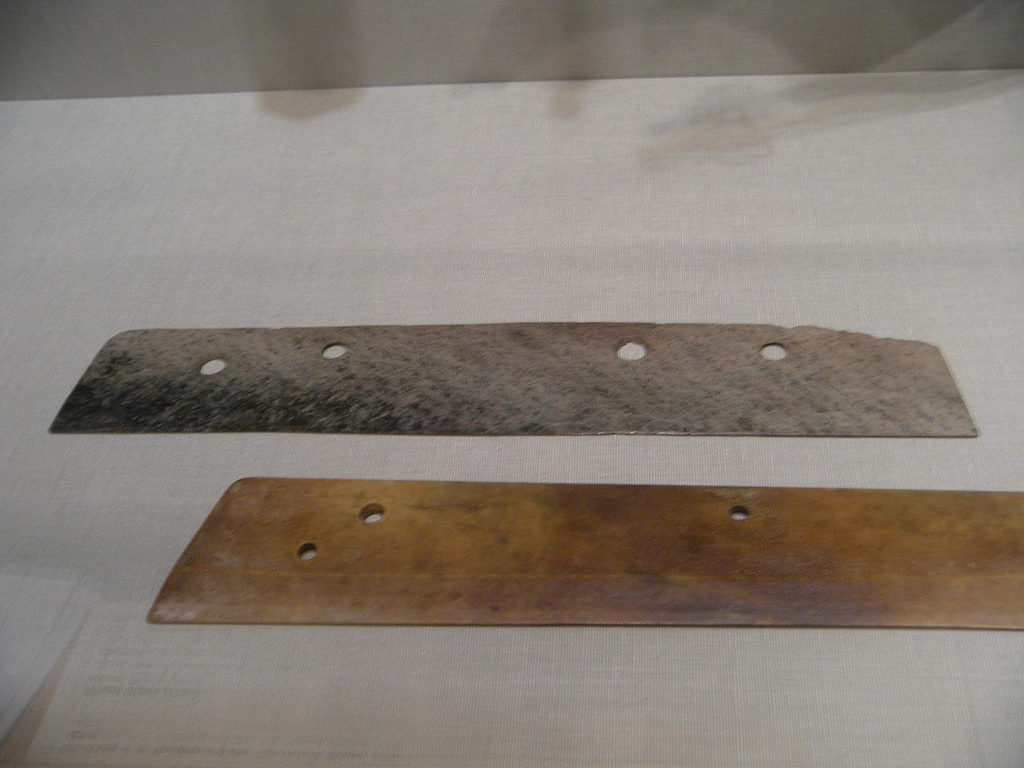
Lame rituelle de néphrite, Chine néolithique
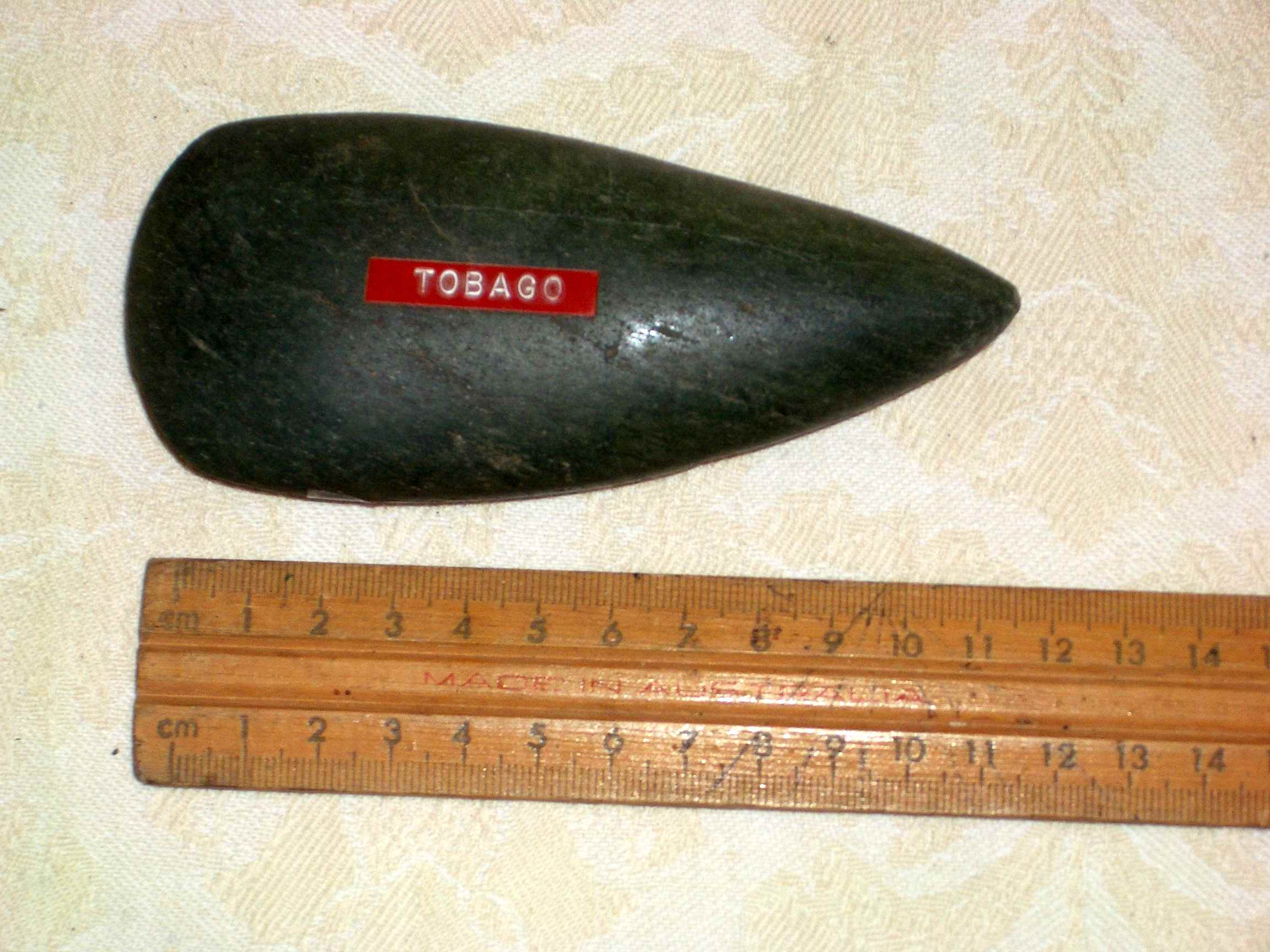
Hache cérémonielle de Tobago